# ألكسيا بارلير
ألكسيا بارلير (بالفرنسية: Alexia Barlier)‏ هي ممثلة فرنسية، ولدت في 21 ديسمبر 1982 بباريس في فرنسا.

## أعمال

### أفلام
- (2007) محادثات مع بستاني[1]
- (2016)  جنود بنغازي السريين[2]

## وصلات خارجية
- ألكسيا بارلير على موقع IMDb (الإنجليزية)
- ألكسيا بارلير على موقع قاعدة بيانات الأفلام العربية
- ألكسيا بارلير على موقع ألو سيني (الفرنسية)
- ألكسيا بارلير على موقع أول موفي (الإنجليزية)
- ألكسيا بارلير على موقع قاعدة بيانات الفيلم (الإنجليزية)
- ألكسيا بارلير على موقع كينوبويسك (الروسية)